# Chelidura transsilvanica
Chelidura transsilvanica (Syn. Chelidurella transsilvanica) ist eine wenig erforschte Art der zu den Insekten gehörenden Ohrwürmer und vor allem in den Karpaten und Transsilvanien beheimatet, mit einem Schwerpunkt in Rumänien.

## Merkmale
Die Körperlänge der Männchen beträgt einschließlich der Zange 13,8–17,5 mm, die der Weibchen 15,5–20 mm. Dabei entfallen jeweils 4–4,6 mm auf die Zange, bei brachypteren Männchen auch nur 3. Die ziemlich großen und breiten Ohrwürmer variieren etwas in der Färbung. Der Kopf ist hellbraun bis dunkel kastanienbraun und oftmals dunkler als der Thorax. Der Thorax ist hell orangebraun bis kräftig goldbraun gefärbt. Das Abdomen ist hell kastanienbraun bis dunkel rötlichbraun gefärbt. Antennen und Beine sind gelblich bis hellbraun, die Zange hellbraun bis hell rötlichbraun. Nach der Originalbeschreibung sind auch die Ränder des Kopfes und Pronotums etwas heller als der Rest. Der Kopf ist groß und breit, die postfrontalen und coronalen Nähte sind deutlich erkennbar. Der Hinterrand des Kopfes ist konkav, die Augen sind deutlich, aber klein – sie sind kürzer als die Genae (Kopfbereich hinter den Augen). Die Antennen bestehen aus 13 Gliedern. Das erste Antennenglied ist lang, aber kürzer als der Abstand zwischen den Antennenbasen. Das zweite Antennenglied ist quadratisch, die übrigen sind typisch zylindrisch oder subzylindrisch. Das Pronotum ist deutlich quer, der Vorderrand ist gerade und abgestutzt, die Seitenränder sind mehr oder weniger parallel und die mediane Längsfurche ist deutlich erkennbar. Die Elytren sind vom Chelidura-Typ, also quer schuppenförmig. Das Abdomen ist groß, breit und in der Mitte am breitesten. Die Tergite 1–5 sowie das letzte Tergit sind glatt, die Tergite 6–9 des Männchens punktiert. Die seitlichen Drüsenfalten an den Tergiten 3 und 4 sind deutlich erkennbar. Das letzte Tergit ist sehr breit geformt und simpel. Das Pygidium ist beim Männchen sehr breit, trapezförmig, schräg bis lotrecht stehend, in der Mitte mit einer kleinen, ganz flachen Erhöhung; diese kann ganz oder teilweise etwas dunkler gefärbt sein. Der Hinterrand des Pygidiums ist konvex mit größeren oder kleineren Seitentuberkeln. Die kommen bei den Männchen in zwei Formen vor: Es gibt große Männchen mit großen und stärker gebogenen Zangen (forma macrolabia), es treten aber auch kleinere Männchen mit kürzeren und weniger gebogenen Zangen auf (forma brachylabia). Die forma macrolabia-Zangen sind an der Basis etwas verbreitert, im Querschnitt zylindrisch, glatt ohne Zähne oder Zähnchen und in der Mitte etwas winkelig gebogen und verbreitert. Die forma brachylabia-Zangen unterscheiden sich nur in der Größe und Form. Das Pygidium des Weibchens ist ziemlich schmal, gerade abgestutzt und mit fast parallelen Seitenrändern. Die Zange ist lang und schlank, nach der Basis etwas verbreitert und dann durch ungefähr ein Drittel ihrer Länge innen äußerst fein gezähnelt. Insgesamt ist sie simpel gebaut. Die männlichen Genitalien sind charakteristisch, die äußeren Parameren besitzen auffällig verlängerte Spitzen. Die Virga im Genitallobus ist lang, die Kontur des Basalvesikels ungleichmäßig und charakteristisch verdreht.

### Ähnliche Arten
Im Großteil des Verbreitungsgebiets ist die Art unverwechselbar, durch die Kombination aus nur schuppenförmigen Elytren sowie der Form der männlichen Zange. Zudem ist sie größer und breiter gebaut als Chelidurella acanthopygia.

## Verbreitung
Die Art ist in Rumänien, Serbien, der Westukraine und möglicherweise Ungarn verbreitet. Die meisten Fundorte der Art befinden sich entweder im südlichen Siebenbürgen am Rand der Karpaten oder im zentralen Siebenbürgen bei Cluj-Napoca. Südlich von Sibiu wurde die Art von 1891 bis 1925 häufig gesammelt, neuere Funde auf iNaturalist liegen von Cluj-Napoca vor. Darüber hinaus kommt die Art nach Literaturangaben auch weiter westlich bei Arad sowie im Banat in Serbien vor, sowie weiter nördlich in der Ukraine, namentlich in Kamjanez-Podilskyj. Nach einer Verbreitungskarte von Kis (1994) ist die Art weit im westlichen und nördlichen Rumänien verbreitet und fehlt nur südlich und östlich der Karpaten. Die meisten Funde liegen hier aus der Gegend um und nordwestlich von Cluj-Napoca vor. Da Funde nahe der ungarischen Grenze eingetragen sind, ist ein Vorkommen hier denkbar. Auch Vorkommen in der Ostslowakei werden vermutet.

## Lebensraum
Der Lebensraum ist unbekannt, es wird jedoch von Wäldern inklusive höheren Lagen ausgegangen, homolog zu anderen Vertretern der Gattungen Chelidura und Chelidurella. Die Funde auf iNaturalist stammen aus Wäldern.

## Lebensweise
Alle bekannten Funde der Art gelangen bisher zwischen Herbst und Frühling. Der Sammler der Holotypen, Arnold Müller, berichtete, die Art sei im Herbst am Götzenberg bei Hermannstadt gar nicht selten. Von den fünf Funden bei Cluj-Napoca auf iNaturalist fallen vier auf den Dezember und eine auf den April. Harz & Kaltenbach (1976) vermuten ein ganzjähriges Vorkommen mit einer Larvalentwicklung über den Sommer.

## Taxonomie und Literatur
Die Art wurde 1932 vom österreichischen Entomologen Richard Ebner in der Wiener Entomologischen Zeitung als Chelidurella transsilvanica erstbeschrieben. Die Typuslokalität befindet sich in Rumänien, Siebenbürgen, am Götzenberg südlich von Hermannstadt. Grigory Bey-Bienko fügte seinem Buch „Faune de l'URSS. Insectes Dermaptères“ 1936 eine Beschreibung der Art mitsamt Zeichnung eines Männchens hinzu. Harz & Kaltenbach (1976) nannten die Art in der Falschschreibung Chelidurella transsylvanica und fügten Zeichnungen verschiedener Körperteile bei. 1974 und 1977 zeichnete Henrik Steinmann in der Fauna Hungarica und Acta zool. hung. Pronotum und Tegmina der Art, die männliche Zange, die männlichen Genitalien, weibliche Zange und erwähnte neben Exemplaren aus Rumänien auch welche aus der Ukraine. Die Artikel werden in seinen späteren Werken als 'misprint' angegeben. 1993 stellte Steinmann in seinem Buch Eudermaptera II die Art in die Gattung Chelidura. Kis erwähnte die Art 1994 in seinem Werk „Ordinul Dermaptera în Fauna României“ noch als Chelidurella transsilvanica und fügte eine Zeichnung eines Männchens sowie eine Verbreitungskarte in Rumänien hinzu. Auch Kocárek (2005) erwähnte die Art noch als Chelidurella transsilvanica und fügte eine Zeichnung der männlichen Zange bei. In Kirstová et al. (2020) mi Kocárek als Co-Autor wird die Art jedoch Chelidura transsilvanica genannt.